# Spomen područje Gudovac
Spomen područje Gudovac je spomen područje iz razdoblja Drugog svjetskoga rata za 184 – 196 pripadnika srpskog naroda iz prigradskih naselja: Gudovac, Veliko Korenovo, Malo Korenovo Prgomelje, Klokočevac, Stančići i Breza te Bolč u sadašnjoj općini Farkaševac i Tuk u općini Rovišće koji su ubijeni u prvom činu masovnog ubojstva u NDH.

## Povijest
28. travnja 1941. nakon pokolja u Donjim Mostima su ustaške vlasti okupili veliki broj Srba iz Gudovca i ostalih obližnjih sela. Većina je uhićena pod izlikom da su pobunjeni Srbi vjerni Kraljevini Jugoslaviji. Dovedeni su u sumrak na lokalitet tada znan kao sajmište. Ustaše su prisilile Gudovčane da iskopaju masovnu grobnicu, te su ubijene ubacili u istu grobnicu.
Nakon završetka Drugog svjetskog rata na mjestu pokolja je 1955. godine podignuto spomen područje. U središnjem dijelu spomen područja je stajao kip Vojina Bakića znan kao "Gudovčan" ili "Pred streljanje" te je podignuta spomen-ploča i mauzolej  Tijekom Domovinskoga rata 1991., spomenik i mauzolej su uništeni te je područje je bilo minirano i vandalizirano.
Spomen područje je nakon završetka rata obnovljeno.
Godine 2019. je započeta inicijativa da se kip "Gudovčan" obnovi i vrati na spomen područje. 

## Galerija
- Spomen-ploča
- Info-tabla spomen područja sa slikom bivšeg kipa "Gudovčan" na njoj.

### Ostali projekti
|  | Zajednički poslužitelj ima još gradiva o temi Spomen područje Gudovac |